# Chamaecrista xinguensis
Chamaecrista xinguensis là một loài thực vật có hoa trong họ Đậu. Loài này được (Ducke) H.S.Irwin & Barneby miêu tả khoa học đầu tiên.